# Доронченко Сергій Вікторович
Сергій Вікторович Доронченко (рос. Сергей Викторович Доронченко; нар. 22 листопада 1966 Орджонікідзе, РРФСР) — радянський, український та російський футболіст, півзахисник.

## Кар'єра гравця
Розпочинав виступи у великому футболі в складі краснодарської «Кубані» в Першій лізі чемпіонату СРСР. У 1985 році провів один матч у вищій лізі за СКА з Ростова-на-Дону.
Пізніше протягом декількох років поміняв декілька клубів з Першої та Другої ліг, ніде не затримуючись більше року (за винятком «Кубані»).
У 1991 провів успішний сезон у складі «Навбахора», який в той рік був дебютантом 1-ї ліги. Однак оскільки в 1992 році рішення проводити об'єднаний чемпіонат країн СНД так і не було прийнято, покинув середньоазійський клуб і перейшов в українську «Ворсклу». За неї, з перервами, грав до 1995 року. Перерви були пов'язані з короткочасними виступами в чемпіонатах інших країн: у 1993 році грав у вищій лізі чемпіонату Болгарії з футболу за «Етир», а в 1994 році відіграв 24 гри у Вищій лізі чемпіонату Росії з футболу за тольяттинську «Ладу».
З 1996 по 1999 грав в декількох клубах Росії та України. Завершив ігрову кар'єру в карагандинському «Шахтарі» в 1999 році.

## Кар'єра футбольного функціонера
По завершенні ігрової кар'єри розпочав займатися тренерською діяльністю. З 2007 року розпочав працювати в структурі «Кубані». З 2008 року обіймав посаду спортивного директора в ФК «Кубань». У березні 2011 року виявився втягнутий в скандал, після того як колишній гравець «Кубані» Никола Никезич заявив, що його погрозами змусили розірвати контракт. Рішенням комітету РФС з етики 18 квітня 2011 року Доронченко був відсторонений від посади до закінчення сезону 2011/12 років. Однак потім, 10 травня, Апеляційний комітет РФС скасував ці санкції.
24 липня 2015 року Доронченко підтвердив, що вже не має до «Кубані» ніякого відношення.